# 신단민사
《신단민사》(神檀民史)는 1904년 김교헌이 저술한 책으로, 단군조선부터 고종황제까지의 역사가 기록되어 있다.

## 내용 및 특기사항
- 신시시대(신시)-배달시대(단군)-부여시대-열국시대-남북조(南北朝)시대-여요(麗遼)시대-여금(麗金)시대-고려시대-조선시대-대한제국으로 시대를 구분하였다.
- 환웅에 해당되는 신시의 통치자는 '신시'라 하였으며, 단군조선을 '배달시대', 기자조선을 '부여시대'로 분류하였다.
- 단군조선보다 120년 앞서는 신시시대를 그 시초로 삼는 연대를 따르고 있다.

## 같이 보기
- 신단실기
- 단조사고